# Київський літопис XVII ст
Київський літопис першої чверті XVII ст — це український місцевий (регіональний) літопис, що належить літописній компіляції, яка виникла в Києві наприкінці першої чверті XVII століття.

## Основні відомості
Український історик і археолог П. Г. Лебединцев 1 грудня 1880 року вперше презентував дослідження рукописної книги із збірки київського історика і колекціонера О. М. Лазаревського.
Текст літопису складений двома почерками. Пізніше Ю. А. Мицик встановив, що звід 1620 року був написаний уставником київської Успенської церкви Кирилом Івановичем, а записи 1607—1621 рр. — шляхтичем з оточення Семена Лика.
Це книга формату фоліо обсягом 675 аркушів, присутня дерев'яна палітурка обтягнута чорною шкірою, а також помітні сліди орнаментального тиснення.

## Зміст літопису
У записах 1607—1621 рр. вперше серед українських літописів навели повні тексти листів короля Сигізмунда III і патріарха Феофана.
Кирило Іванович в основному описував церковну історію і київські події. Його записи закінчуються недописаним повідомленням про смерть Грековича. Останній запис автора містить відомості про Лжедмитрія І.
Упорядник Київського літопису користувався Волинським коротким літописом, який був створений на основі смоленського літописання.
Літопис ділиться на 5 частин:
1. Начало Пєчєрскому манастыру
2. КРОИНИКА Ω РОЗНЫХ РЄЧАХ, ТУТ НАИДЄШ ЧОГО ПОТРЄБА
3. Ω ЦРКВИ СОБОРНОИ, ИЖ ЄСТ В КИЄВЄ, СТОИТ НА МЂСТЄ, ЯК ПОПРАВЛЄНА НА СТАРОМ ФУДАМЄНТЄ
4. Ω ПОПРАВЄ НА СТАРОМ ФУДАМЄНТЄ
5. КОРОТКО ТЕЖ НАПИШУ, ШТО СЕ ДЕЯЛО УЖЕ ЗА ВЕКУ МОЕГО[2]